# Hesperochiron nanus
Hesperochiron nanus là loài thực vật có hoa trong họ Mồ hôi. Loài này được (Lindl.) Greene mô tả khoa học đầu tiên năm 1888.